# Narodowy Akademicki Teatr Dramatyczny im. Iwana Franki w Kijowie

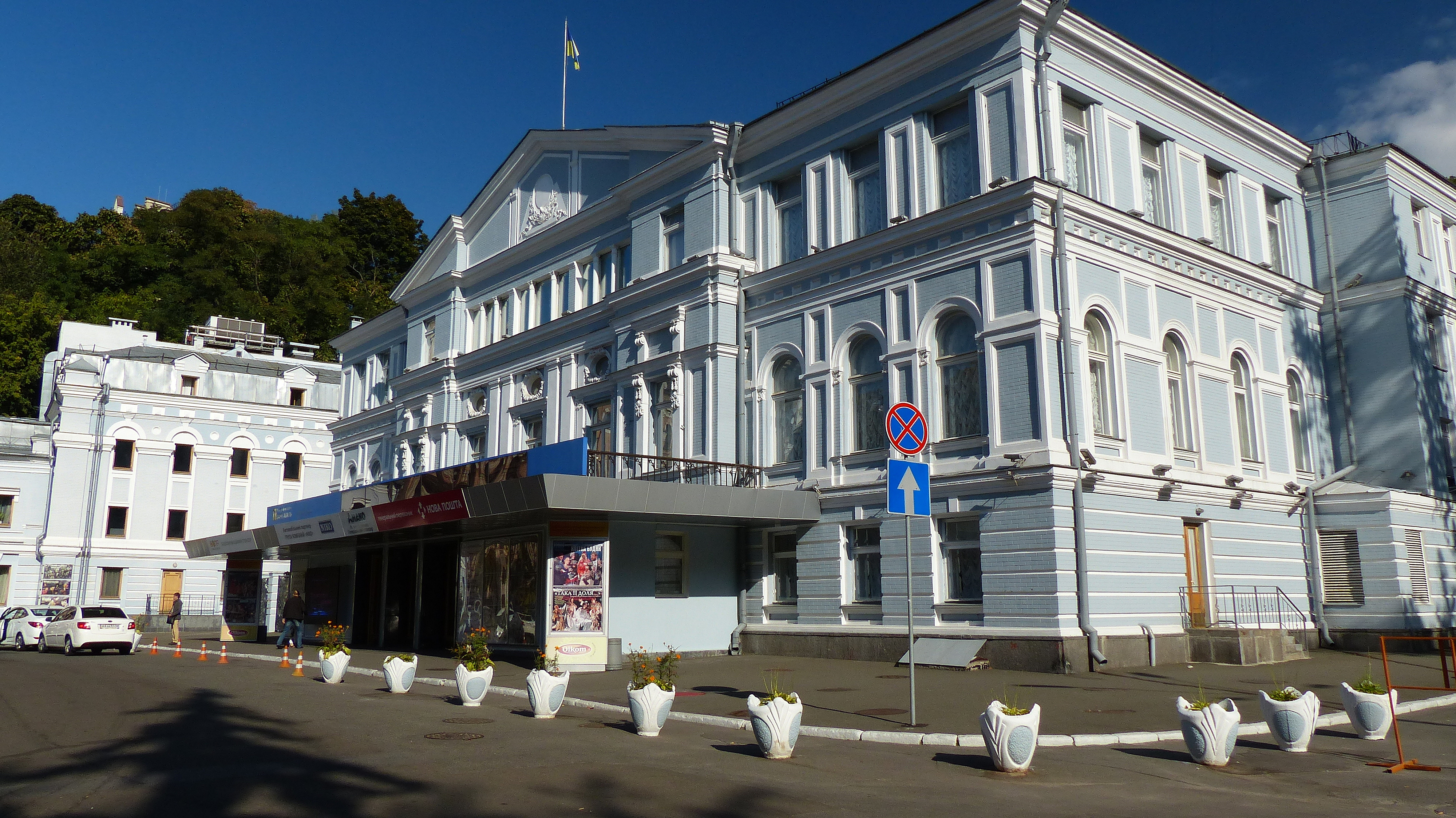
Wejście do teatru (2014).

Narodowy Akademicki Teatr Dramatyczny im. Iwana Franki w Kijowie, ukr. Національний академічний драматичний театр імені Івана Франка – ukraińskojęzyczny teatr kijowski założony w Winnicy w 1920. Patronem teatru jest pisarz Iwan Franko.